# 渋井太室
渋井 太室（しぶい たいしつ、享保5年（1720年）9月 - 天明8年6月14日（1788年7月17日））は、日本の儒学者。名を孝徳、通称平左衛門、字は子章、太室は号。子に、同じく儒学者の渋井小室がある。

## 生涯
享保5年（1720年）9月、武蔵国埼玉郡名村（現・埼玉県羽生市）に生まれる。父重之が大学頭林鳳岡に仕えていたのを頼り、14歳で江戸に出て、林家に入門し、井上蘭台に師事した。また、林鳳岡・林榴岡にも就いた。24歳で佐倉藩主堀田正亮に侍読として仕える。藩政を補佐し、佐倉藩の文教政策に取り組むかたわら、当時の著名な儒学者滝鶴台・秋山玉山・細井平洲・名越南渓・南宮大湫らと交流し見識を深める。天明7年（1787年）9月、正亮の子堀田正順の大坂城代赴任に従い、翌8年（1788年）6月14日同地で病没した。
弟子に、林家8代で林家中興の祖といわれる林述斎がいる。また、細井平洲の紹介で、上杉治憲（鷹山）も教えている。